# Bathyscaaf

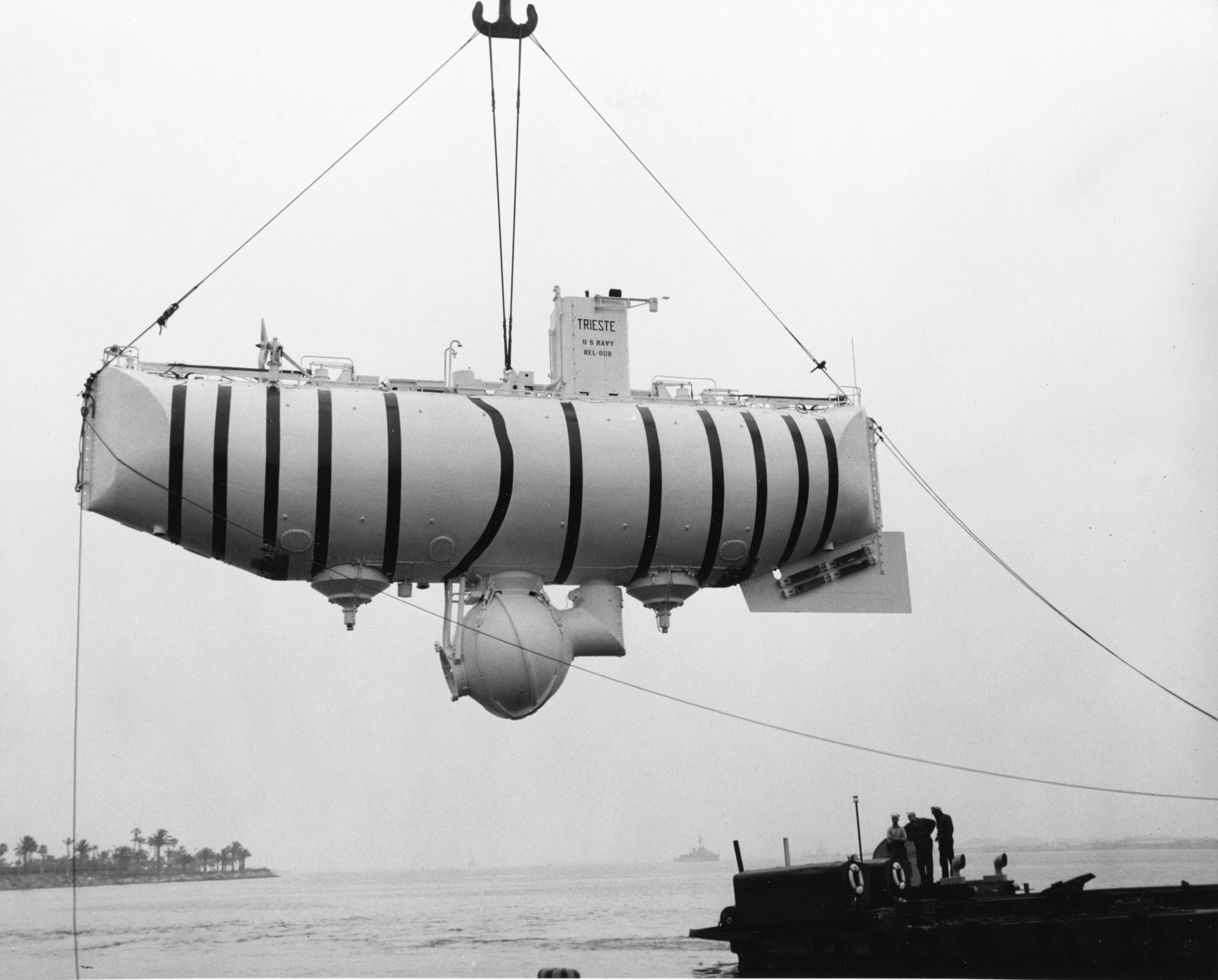
De bathyscaaf Trieste

Een bathyscaaf is een speciaal voor diepzeeonderzoek gebouwde onderzeeboot. Het vaartuig is bestand tegen de extreem grote hydrostatische druk die op grote diepte heerst, tot meer dan duizend keer de normale atmosferische druk. De bathyscaaf is een verbeterde bathysfeer: een bathyscaaf kan zelfstandig stijgen en dalen, terwijl een bathysfeer aan een kabel neergelaten wordt.
De eerste bathyscaaf (de FNRS-2) werd in België gebouwd, gefinancierd door het Nationaal Fonds voor Wetenschappelijk Onderzoek en in opdracht van Auguste Piccard, die ook het (Franse) woord (bathyscaphe) zelf uitvond: van het Grieks bathus (diep) en skafè (sloep). Zijn zoon Jacques Piccard vestigde in 1960 met een tweede model bathyscaaf, de Trieste, een diepte-record door in de Marianentrog naar een diepte van 11 521 meter te duiken. Later bleken de interne dieptemeters een afwijking te hebben en werd de behaalde diepte eerst bijgesteld naar 10 916 en nog later naar 10 911 meter, maar het record bleef staan tot mei 2019. James Cameron heeft dit record geëvenaard in 2012. In 2019 bereikte de Amerikaanse diepzeeonderzoeker Victor Vescovo een nog grotere diepte van 10 927 meter.

## Proefduik
Voordat de Trieste een bemande duik maakte, werd het toestel onbemand naar de bodem van de Marianentrog gezonden. Via een speciaal mechanisme werden de magneten van de ballasttanks uitgeschakeld, bij het bereiken van de bodem. Hierdoor vielen ijzeren kogels uit de ballasttanks, waardoor het toestel weer begon te stijgen. Het viel de bemanning op dat er een laagje water in de bemanningscapsule stond na de proefduik. Toch besloot men het erop te wagen. Later bleek dat halverwege de afdaling water langs de conische vatting van het raam naar binnen sijpelde. Door de afdaling verder voort te zetten, werd de druk van buiten verder opgevoerd en het tientallen centimeters dikke raam werd verder in zijn conische vatting geperst, waardoor het lek zichzelf weer dichtte. In ieder geval was nu verklaard waar het water vandaan kwam.

## Constructie
De bathyscaaf bestaat uit een zware stalen bol voor de bemanning, opgehangen aan een drijflichaam dat gevuld is met een drijfvloeistof lichter dan water, zoals kerosine (vliegtuigbrandstof). Door middel van een ventiel aan de onderzijde kon zeewater naar binnen stromen. Hierdoor bleef de druk binnen het drijflichaam gelijk aan de druk aan de buitenzijde. Zoals bekend zijn vloeistoffen niet samendrukbaar. De met kerosine gevulde tank hoefde op deze wijze geen druk te weerstaan. Een met lucht of gas gevuld drijflichaam zou vereisen dat dit even sterk was geweest als de bemanningsbol, om door de hoge druk in de diepte niet samengeperst te worden.
Onder water wordt de bathyscaaf bestuurd zoals een luchtballon, hij daalt door zijn eigen gewicht en door wat drijfvloeistof te laten ontsnappen, en hij stijgt door het loslaten van ballast. De ballast bestaat uit ijzeren kogels, die door elektromagneten vastgehouden worden. Op deze manier komt het vaartuig vanzelf naar de oppervlakte bij een storing in de energievoorziening of het uitgeput raken van de accu’s. 
Later werden er ook lichtere types gebouwd met een eigen aandrijving.